# Yang Jiayu
Yang Jiayu (en chino: 杨家玉, Wuhai, 18 de febrero de 1996) es una deportista china que compite en atletismo, especialista en la disciplina de marcha.
Participó en dos Juegos Olímpicos de Verano, en los años 2020 y 2024, y obteniendo una medalla de oro en París 2024, en la prueba de 20 km marcha. Ganó una medalla de oro en el Campeonato Mundial de Atletismo de 2017, también en los 20 km marcha.
En 2021 estableció una nueva plusmarca mundial de los 20 km marcha (1:23:49).

## Palmarés internacional
| Juegos Olímpicos   | Juegos Olímpicos      | Juegos Olímpicos | Juegos Olímpicos |
| Año                | Lugar                 | Medalla          | Prueba           |
| ------------------ | --------------------- | ---------------- | ---------------- |
| 2024               | París (Francia)       | Medalla de oro   | 20 km marcha     |
| Campeonato Mundial |                       |                  |                  |
| Año                | Lugar                 | Medalla          | Prueba           |
| 2017               | Londres (Reino Unido) | Medalla de oro   | 20 km marcha     |